# Empoli Football Club 1983-1984
Questa voce raccoglie le informazioni riguardanti l'Empoli Football Club nelle competizioni ufficiali della stagione 1983-1984.

## Stagione
Nella stagione 1983-1984 l'Empoli di Vincenzo Guerini neopromosso in Serie B conquista una sofferta salvezza, proprio all'ultima giornata superando (1-0) il Cesena al Castellani. Ha raccolto 35 punti, uno in più delle retrocesse Palermo e Pistoiese, mentre Cavese e Catanzaro erano già in Serie C1. Sono state promosse in Serie A l'Atalanta, il Como e la Cremonese. Con 10 reti Gianfranco Cinello è stato il miglior realizzatore empolese.
Nella Coppa Italia l'Empoli disputa il quarto girone di qualificazione, che promuove agli ottavi di finale il Cesena e l'Avellino.

## Divise e sponsor
Lo sponsor tecnico per la stagione 1983-1984 è Adidas, mentre lo sponsor ufficiale è Sammontana.
| Casa | Trasferta |

## Rosa
| N. |                   | Ruolo | Calciatore           |
| -- | ----------------- | ----- | -------------------- |
|    | Italia (bandiera) | P     | Francesco Navazzotti |
|    | Italia (bandiera) | P     | Michele Pintauro     |
|    | Italia (bandiera) | D     | Francesco D'Arrigo   |
|    | Italia (bandiera) | D     | Ezio Gelain          |
|    | Italia (bandiera) | D     | Vincenzo Mirra       |
|    | Italia (bandiera) | D     | Luca Moz             |
|    | Italia (bandiera) | D     | Claudio Vertova      |
|    | Italia (bandiera) | C     | Marco Calonaci       |
|    | Italia (bandiera) | C     | Luca Della Scala     |
|    | Italia (bandiera) | C     | Salvatore Esposito   |

| N. |                   | Ruolo | Calciatore         |
| -- | ----------------- | ----- | ------------------ |
|    | Italia (bandiera) | C     | Massimo Falconi    |
|    | Italia (bandiera) | C     | Walter Liset       |
|    | Italia (bandiera) | C     | Walter Mazzarri    |
|    | Italia (bandiera) | C     | Attilio Papis      |
|    | Italia (bandiera) | C     | Francesco Radio    |
|    | Italia (bandiera) | C     | Alessio Torracchi  |
|    | Italia (bandiera) | A     | Luca Cecconi       |
|    | Italia (bandiera) | A     | Gianfranco Cinello |
|    | Italia (bandiera) | A     | Adelino Zennaro    |

## Risultati

### Serie B

#### Girone di andata
| Arbitro: | Boschi (Parma) |

|            |           |             |
| Todesco 2’ | Marcatori | 58’ Cecconi |

| Arbitro: | Sguizzato (Verona) |

|                         |           |             |
| Cinello 67’ (rig.), 77’ | Marcatori | 60’ Luperto |

| Arbitro: | Da Pozzo (Monza) |

|              |           |  |
| Perrotta 16’ | Marcatori |  |

| Arbitro: | Magni (Bergamo) |

|            |           |                                           |
| Gelain 43’ | Marcatori | 30’, 89’ Sella 40’ Neri 64’ (aut.) Gelain |

| Arbitro: | Ongaro (Rovigo) |

|               |           |             |
| Carnevale 40’ | Marcatori | 29’ Cinello |

| Arbitro: | Polacco (Conegliano) |

|                   |           |  |
| Cinello 3’ (rig.) | Marcatori |  |

| Arbitro: | Boschi (Parma) |

|                          |           |                 |
| Coppola 48’ Graziani 53’ | Marcatori | 2’, 16’ Cinello |

| Empoli 30 ottobre 1983 8ª giornata | Empoli              | 0 – 0 | Palermo | Stadio Carlo Castellani\| Arbitro: \| Lamorgese (Potenza) \| |
| Arbitro:                           | Lamorgese (Potenza) |       |         |                                                              |

| Arbitro: | Tubertini (Bologna) |

|                     |           |                                 |
| Cozzella 15’ (rig.) | Marcatori | 31’ (rig.) Cinello 43’ Mazzarri |

| Arbitro: | Facchin (Udine) |

|                          |           |              |
| Marronaro 26’ Lorini 69’ | Marcatori | 34’ Esposito |

| Empoli 20 novembre 1983 11ª giornata | Empoli               | 0 – 0 | Atalanta | Stadio Carlo Castellani\| Arbitro: \| Polacco (Conegliano) \| |
| Arbitro:                             | Polacco (Conegliano) |       |          |                                                               |

| Arbitro: | Baldi (Roma) |

|              |           |                  |
| Esposito 63’ | Marcatori | 61’ (aut.) Papis |

| Arbitro: | Pirandola (Lecce) |

|                    |           |  |
| Manfrin 61’ (rig.) | Marcatori |  |

| Empoli 11 dicembre 1983 14ª giornata | Empoli          | 0 – 0 | Triestina | Stadio Carlo Castellani\| Arbitro: \| Ongaro (Rovigo) \| |
| Arbitro:                             | Ongaro (Rovigo) |       |           |                                                          |

| Arbitro: | Facchin (Udine) |

|            |           |             |
| Amodio 63’ | Marcatori | 2’ Calonaci |

| Empoli 31 dicembre 1983 16ª giornata | Empoli        | 0 – 0 | Campobasso | Stadio Carlo Castellani\| Arbitro: \| Ciulli (Roma) \| |
| Arbitro:                             | Ciulli (Roma) |       |            |                                                        |

| Arbitro: | Vitali (Bologna) |

|                                        |           |                          |
| Nicoletti 18’, 70’ D'Arrigo 45’ (aut.) | Marcatori | 29’ Calonaci 80’ Zennaro |

| Arbitro: | De Marchi (Novara) |

|                          |           |               |
| Calonaci 18’ Cecconi 36’ | Marcatori | 90’ Bongiorni |

| Arbitro: | Polacco (Conegliano) |

|                         |           |  |
| Cravero 19’ Garlini 61’ | Marcatori |  |

#### Girone di ritorno
| Arbitro: | Esposito (Torre del Greco) |

|             |           |                          |
| Cecconi 56’ | Marcatori | 12’ Maccoppi 27’ Mannini |

| Arbitro: | Tubertini (Bologna) |

|                          |           |  |
| Rossi 65’ C. Bagnato 69’ | Marcatori |  |

| Arbitro: | Baldi (Roma) |

|             |           |             |
| Cinello 37’ | Marcatori | 67’ Faccini |

| Arezzo 26 febbraio 1984 23ª giornata | Arezzo           | 0 – 0 | Empoli | Stadio Comunale\| Arbitro: \| Lanese (Messina) \| |
| Arbitro:                             | Lanese (Messina) |       |        |                                                   |

| Arbitro: | Casarin (Milano) |

|                    |           |  |
| Cinello 35’ (rig.) | Marcatori |  |

| Arbitro: | Angelelli (Terni) |

|                 |           |  |
| Bivi 21’ (rig.) | Marcatori |  |

| Arbitro: | Leni (Perugia) |

|             |           |              |
| Zennaro 50’ | Marcatori | 19’ Restelli |

| Arbitro: | Baldi (Roma) |

|             |           |  |
| Pircher 60’ | Marcatori |  |

| Arbitro: | Pieri (Genova) |

|            |           |               |
| Cecconi 7’ | Marcatori | 13’ Tovalieri |

| Arbitro: | Vitali (Bologna) |

|              |           |            |
| D'Arrigo 71’ | Marcatori | 51’ Lorini |

| Arbitro: | Boschi (Parma) |

|           |           |  |
| Soldà 71’ | Marcatori |  |

| Perugia 22 aprile 1984 31ª giornata | Perugia         | 0 – 0 | Empoli | Stadio Renato Curi\| Arbitro: \| Facchin (Udine) \| |
| Arbitro:                            | Facchin (Udine) |       |        |                                                     |

| Arbitro: | Lo Bello (Siracusa) |

|             |           |  |
| Cecconi 28’ | Marcatori |  |

| Trieste 6 maggio 1984 33ª giornata | Triestina        | 0 – 0 | Empoli | Stadio Giuseppe Grezar\| Arbitro: \| Casarin (Milano) \| |
| Arbitro:                           | Casarin (Milano) |       |        |                                                          |

| Empoli 13 maggio 1984 34ª giornata | Empoli           | 0 – 0 | Cavese | Stadio Carlo Castellani\| Arbitro: \| Altobelli (Roma) \| |
| Arbitro:                           | Altobelli (Roma) |       |        |                                                           |

| Arbitro: | Ciulli (Roma) |

|            |           |              |
| Tacchi 38’ | Marcatori | 60’ Mazzarri |

| Arbitro: | Barbaresco (Cormons) |

|             |           |  |
| Zennaro 69’ | Marcatori |  |

| Varese 3 giugno 1984 37ª giornata | Varese            | 0 – 0 | Empoli | Stadio Franco Ossola\| Arbitro: \| Pairetto (Torino) \| |
| Arbitro:                          | Pairetto (Torino) |       |        |                                                         |

| Arbitro: | Casarin (Milano) |

|             |           |  |
| Cinello 79’ | Marcatori |  |

### Coppa Italia

#### Primo turno
| Arbitro: | Vitali (Bologna) |

|  |           |                |
|  | Marcatori | 26’ Barbadillo |

| Arbitro: | Paparesta (Bari) |

|                                  |           |             |
| Bagni 30’ (rig.) Sabato 34’, 81’ | Marcatori | 42’ Zennaro |

| Arbitro: | Ongaro (Rovigo) |

|                             |           |  |
| Garlini 1’, 46’ Sanguin 70’ | Marcatori |  |

| Arbitro: | Baldi (Roma) |

|  |           |                                |
|  | Marcatori | 27’ Barbuti 53’ Di Pietropaolo |

| Arbitro: | Polacco (Conegliano) |

|           |           |  |
| Radio 35’ | Marcatori |  |

## Statistiche

### Statistiche di squadra
| Competizione | Punti | In casa | In casa | In casa | In casa | In casa | In casa | In trasferta | In trasferta | In trasferta | In trasferta | In trasferta | In trasferta | Totale | Totale | Totale | Totale | Totale | Totale | DR  |
| Competizione | Punti | G       | V       | N       | P       | Gf      | Gs      | G            | V            | N            | P            | Gf           | Gs           | G      | V      | N      | P      | Gf     | Gs     | DR  |
| ------------ | ----- | ------- | ------- | ------- | ------- | ------- | ------- | ------------ | ------------ | ------------ | ------------ | ------------ | ------------ | ------ | ------ | ------ | ------ | ------ | ------ | --- |
| Serie B      | 35    | 19      | 7       | 10      | 2       | 16      | 13      | 19           | 1            | 9            | 9            | 11           | 21           | 38     | 8      | 19     | 11     | 27     | 34     | -7  |
| Coppa Italia | 2     | 3       | 1       | 0       | 2       | 1       | 3       | 2            | 0            | 0            | 2            | 1            | 6            | 5      | 1      | 0      | 4      | 2      | 9      | -7  |
| Totale       |       | 22      | 8       | 10      | 4       | 17      | 16      | 21           | 1            | 9            | 11           | 12           | 27           | 43     | 9      | 19     | 15     | 29     | 43     | -14 |

### Andamento in campionato
| Giornata  | 1 | 2 | 3 | 4  | 5  | 6  | 7  | 8  | 9 | 10 | 11 | 12 | 13 | 14 | 15 | 16 | 17 | 18 | 19 | 20 | 21 | 22 | 23 | 24 | 25 | 26 | 27 | 28 | 29 | 30 | 31 | 32 | 33 | 34 | 35 | 36 | 37 | 38 |
| --------- | - | - | - | -- | -- | -- | -- | -- | - | -- | -- | -- | -- | -- | -- | -- | -- | -- | -- | -- | -- | -- | -- | -- | -- | -- | -- | -- | -- | -- | -- | -- | -- | -- | -- | -- | -- | -- |
| Luogo     | T | C | T | C  | T  | C  | T  | C  | T | T  | C  | C  | T  | C  | T  | C  | T  | C  | T  | C  | T  | C  | T  | C  | T  | C  | T  | C  | C  | T  | T  | C  | T  | C  | T  | C  | T  | C  |
| Risultato | N | V | P | P  | N  | V  | N  | N  | V | P  | N  | N  | P  | N  | N  | N  | P  | V  | P  | P  | P  | N  | N  | V  | P  | N  | P  | N  | N  | P  | N  | V  | N  | N  | N  | V  | N  | V  |
| Posizione | 9 | 2 | 9 | 17 | 16 | 12 | 11 | 10 | 6 | 12 | 12 | 12 | 15 | 15 | 15 | 16 | 17 | 15 | 18 | 18 | 18 | 18 | 18 | 18 | 18 | 17 | 19 | 19 | 19 | 20 | 19 | 19 | 18 | 19 | 18 | 16 | 17 | 16 |

Legenda:

Luogo: C = Casa; T = Trasferta. Risultato: V = Vittoria; N = Pareggio; P = Sconfitta.

### Statistiche dei giocatori
| Giocatore      | Serie B  | Serie B | Serie B     | Serie B    | Coppa Italia | Coppa Italia | Coppa Italia | Coppa Italia | Totale   | Totale | Totale      | Totale     |
| Giocatore      | Presenze | Reti    | Ammonizioni | Espulsioni | Presenze     | Reti         | Ammonizioni  | Espulsioni   | Presenze | Reti   | Ammonizioni | Espulsioni |
| -------------- | -------- | ------- | ----------- | ---------- | ------------ | ------------ | ------------ | ------------ | -------- | ------ | ----------- | ---------- |
| M. Calonaci    | 30       | 3       | ?           | ?          | 5            | 0            | ?            | ?            | 35       | 3      | ?           | ?          |
| L. Cecconi     | 33       | 5       | ?           | ?          | 5            | 0            | ?            | ?            | 38       | 5      | ?           | ?          |
| G. Cinello     | 32       | 10      | ?           | ?          | 5            | 0            | ?            | ?            | 37       | 10     | ?           | ?          |
| F. D'Arrigo    | 37       | 1       | ?           | ?          | 5            | 0            | ?            | ?            | 42       | 1      | ?           | ?          |
| L. Della Scala | 38       | 0       | ?           | ?          | 5            | 0            | ?            | ?            | 43       | 0      | ?           | ?          |
| S. Esposito    | 29       | 2       | ?           | ?          | 5            | 0            | ?            | ?            | 34       | 2      | ?           | ?          |
| M. Falconi     | 1        | 0       | ?           | ?          | -            | -            | -            | -            | 1        | 0      | 0+          | 0+         |
| E. Gelain      | 35       | 1       | ?           | ?          | 5            | 0            | ?            | ?            | 40       | 1      | ?           | ?          |
| W. Liset       | 11       | 0       | ?           | ?          | 1            | 0            | ?            | ?            | 12       | 0      | ?           | ?          |
| W. Mazzarri    | 28       | 2       | ?           | ?          | -            | -            | -            | -            | 28       | 2      | 0+          | 0+         |
| V. Mirra       | 1        | 0       | ?           | ?          | 1            | 0            | ?            | ?            | 2        | 0      | ?           | ?          |
| L. Moz         | 29       | 0       | ?           | ?          | 4            | 0            | ?            | ?            | 33       | 0      | ?           | ?          |
| F. Navazzotti  | 1        | -1      | ?           | ?          | -            | -            | -            | -            | 1        | -1     | 0+          | 0+         |
| A. Papis       | 34       | 0       | ?           | ?          | 3            | 0            | ?            | ?            | 37       | 0      | ?           | ?          |
| M. Pintauro    | 37       | -33     | ?           | ?          | 5            | -9           | ?            | ?            | 42       | -42    | ?           | ?          |
| F. Radio       | 37       | 0       | ?           | ?          | 5            | 1            | ?            | ?            | 42       | 1      | ?           | ?          |
| A. Torracchi   | 17       | 0       | ?           | ?          | 3            | 0            | ?            | ?            | 20       | 0      | ?           | ?          |
| C. Vertova     | 30       | 0       | ?           | ?          | 4            | 0            | ?            | ?            | 34       | 0      | ?           | ?          |
| A. Zennaro     | 33       | 3       | ?           | ?          | 5            | 1            | ?            | ?            | 38       | 4      | ?           | ?          |